# 聖マルティン大聖堂 (ブラチスラヴァ)

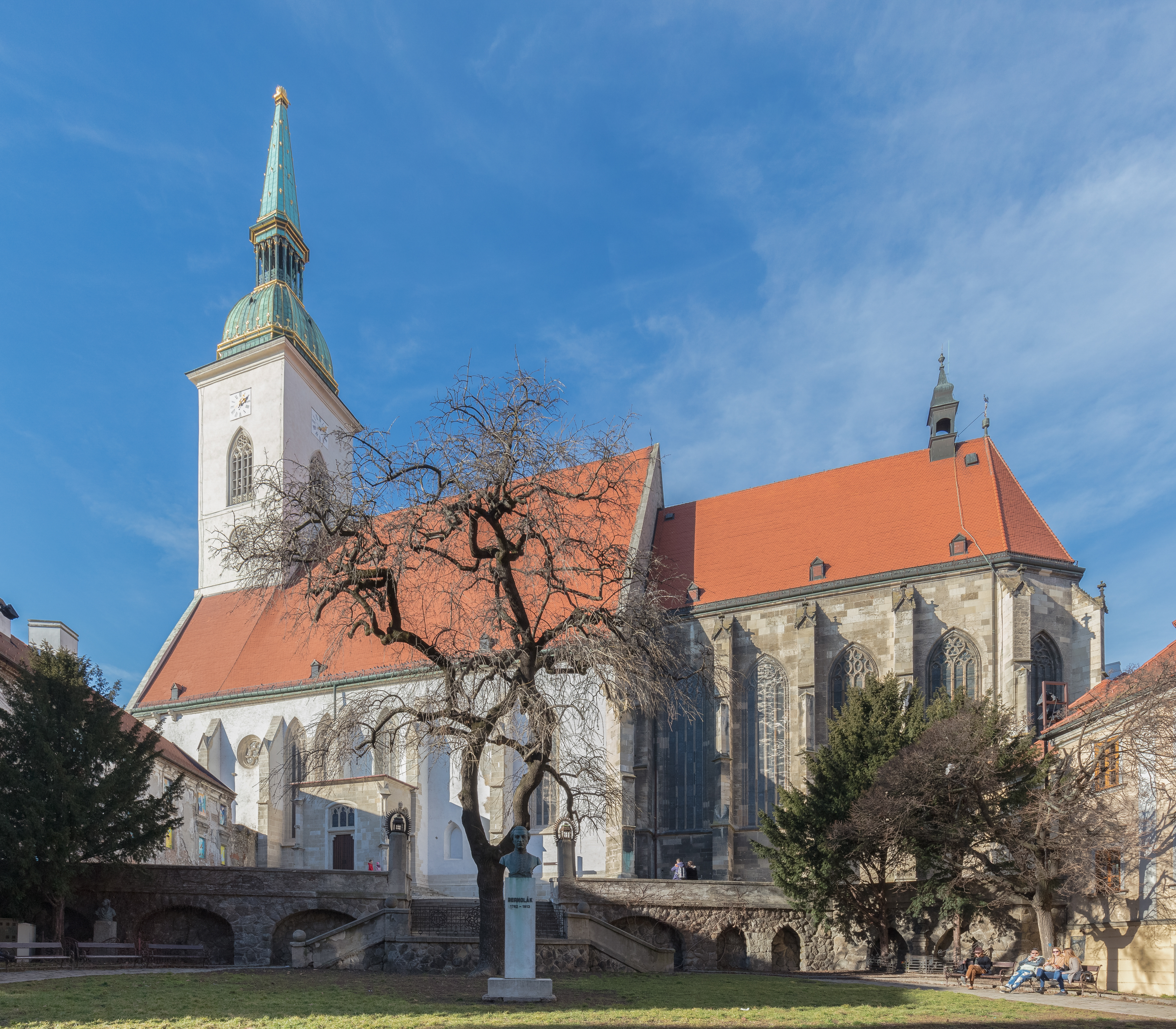
聖マルティン大聖堂

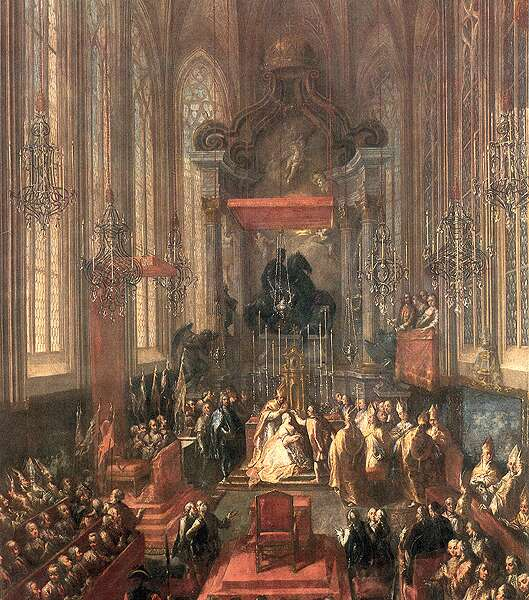
聖マルティン大聖堂でハンガリー女王として戴冠するマリア・テレジア

聖マルティン大聖堂（せいマルティンだいせいどう、スロバキア語: Katedrála svätého Martina、ハンガリー語: Szent Márton-dóm）は、スロバキアの首都ブラチスラヴァにあるカトリック教会の大聖堂である。1452年に建造された。1563年から1830年まで、マリア・テレジアを含むハンガリー王国の国王・女王の戴冠式がここで行われた。